# Покрајина Бушер
Бушер (перс. استان بوشهر)  је једна од 31 покрајине Ирана. Налази се на југозападу земље и граничи се покрајинама Кузестаном и Кохкилујех и Бујер Ахмадом на севеу, Фарсом на истоку и Хормозганом на југу. Највећи град Бушера је истоимени град који је уједно и административни центар провинције.

## Административна подела покрајине Бушер
| Карта              | Округ (шахерестан) |
| ------------------ | ------------------ |
|                    |                    |
| Асалујски округ    |                    |
| Бушехерски округ   |                    |
| Дајерски округ     |                    |
| Дејламски округ    |                    |
| Даштестански округ |                    |
| Даштијски округ    |                    |
| Џамски округ       |                    |
| Масалски округ     |                    |
| Ганавски округ     |                    |
| Кангански округ    |                    |
| Тангестански округ |                    |

## Окрузи
- Асалујски округ
- Бушехерски округ
- Дајерски округ
- Дејламски округ
- Даштестански округ
- Даштијски округ
- Џамски округ
- Ганавски округ
- Кангански округ
- Тангестански округ

1. ↑  „Archived copy”. Архивирано из оригинала 2013-07-19. г. Приступљено 2013-07-26.